# Samy Mmaee
Samy Mmaee (Halle, 1996. szeptember 8. –) marokkói válogatott labdarúgó, a Qarabağ hátvédje, kölcsönben a Dinamo Zagreb csapatától.

## Pályafutása

### Klubcsapatokban

#### KAA Gent
A marokkói gyökerekkel rendelkező Samy Mmaee Belgiumban, Halléban született. Fiatalon a Gentben, valamint Belgium egyik legsikeresebb egyesületében, a Standard Liége-ben kezdett el futballozni.

#### Standard Liége
Utóbbi klubban mutatkozott be a belga első osztályban is, mindössze 17 évesen. A Standarddal a 2015/16-os idényben Belga Kupát nyert.

#### MVV Maastrichthoz
A 2017/18-as szezonra a több játéklehetőség miatt kölcsönadták a holland másodosztályú MVV Maastrichthoz. Ez jó döntésnek is bizonyult, hiszen a holland csapatban végigjátszotta a szezont, 27 bajnokin szerepelt, ebből 24-szer kezdőként, és három gólt is szerzett.

#### Sint-Truiden
A kölcsönidőszak után visszatért a belga élvonalba, de már nem a Standardba, hanem a Sint-Truidenbe. Itt a második szezonjában jött el az áttörés, amikor 22 bajnokin is számítottak rá, ebből 21-szer kezdőként.

#### Ferencváros
2021. február 10-én lépett pályára először tétmérkőzésen, a Dorog elleni kupamérkőzésen. 2022. szeptember 11-én szerezte első NB I-es gólját a Kisvárda FC ellen 3–0-ra megnyert hazai mérkőzésen. Október 13-án a Crvena zvezda elleni hazai Európa-liga-mérkőzésen (2–1) győztes gólt fejelt.
Szerződése a szezon végén lejárt és a felek nem kívánták meghosszabbítani. Három és fél éve alatt 103 mérkőzésen hat gólt szerzett és négy gólpasszt adott. Négyszeres magyar bajnok és egyszeres kupagyőztes lett a fővárosi zöld-fehérekkel.

#### Dinamo Zagreb
2024. július 17-én a horvát bajnok Dinamo Zagreb szerződtette. Zágrábban szeptember végéig alapember volt, ám azóta csak egy bajnokin játszott, nyolc mérkőzésnél jár.

### A válogatottban
A belga U19-es és U21-es válogatottban is pályára léphetett tétmérkőzéseken. 2018 márciusában a magyarok elleni 3–0-s belga győzelemnél is kezdő volt.
Mmaee felnőtt szinten már a marokkói nemzeti csapatot képviseli, négyszer lépett pályára a válogatottban: két barátságos és két Afrika Kupa-selejtezőn, a mérlege eddig három győzelem és egy döntetlen.
A válogatottban olyan futballisták mellett szerepelhet(ett), mint a Chelsea-ben is futballozó Hakím Zíjes, a Fiorentinát erősítő Sofyan Amrabat vagy az Interben, BVB-ben és a Real Madridban is játszó, jelenleg a PSG csapatát erősítő Achraf Hakimi.

## Statisztika

### A válogatottban
| Marokkó  | Marokkó | Marokkó | Marokkó |
| Év       | Mérk.   | Gólok   |         |
| -------- | ------- | ------- | ------- |
| 2020     | 4       | 0       |         |
| 2021     | 1       | 0       |         |
| 2022     | 5       | 0       |         |
| Összesen | 10      | 0       |         |

### Mérkőzései a marokkói válogatottban
megjegyzés Az eredmények a marokkói válogatott szemszögéből értendők.
| #   | Dátum              | Ellenfél                  | Eredmény | Kiírás                 | Esemény |
| --- | ------------------ | ------------------------- | -------- | ---------------------- | ------- |
| 1.  | 2020. október 9.   | Szenegál                  | 3 – 1    | barátságos mérkőzés    | 69'     |
| 2.  | 2020. október 13.  | Kongói DK                 | 1 – 1    | barátságos mérkőzés    |         |
| 3.  | 2020. november 13. | Közép-afrikai Köztársaság | 4 – 1    | ANK-selejtező          |         |
| 4.  | 2020. november 17. | Közép-afrikai Köztársaság | 2 – 0    | ANK-selejtező          | 37'     |
| 5.  | 2021. június 12.   | Burkina Faso              | 1 – 0    | barátságos mérkőzés    | 67'     |
| 6.  | 2022. január 10.   | Ghána                     | 1 – 0    | ANK                    |         |
| 7.  | 2022. március 25.  | Kongói DK                 | 1 – 1    | Világbajnoki selejtező | 42'     |
| 8.  | 2022. március 29.  | Kongói DK                 | 4 – 1    | Világbajnoki selejtező | 8'      |
| 9.  | 2022. június 2.    | Amerikai Egyesült Államok | 0 – 3    | barátságos mérkőzés    | 70'     |
| 10. | 2022. június 13.   | Libéria                   | 2 – 0    | ANK-selejtező          |         |

## Családja
A Mmaee-család igazi futballista família. Samy öccse, Ryan is profi játékos, ugyancsak válogatott labdarúgó, 2021. nyarától ő is a Ferencvárosban szerepel. Bátyja, Jacky Mmaee Luxemburgban játszik, legfiatalabb öccse, Camil Mmaee pedig a Standard U21-es csapatában.

## Sikerei, díjai
Standard de Liège
- Belga kupa (1): 2016

 Ferencváros
- Magyar bajnok (4): 2020–21,[7] 2021–22,[8] 2022–23,[9] 2023–24
- Magyar kupagyőztes (1): 2022[10]
- Magyar kupa ezüstérmes (1): 2024[11]